# Pietro Raimondo Zacosta
Pietro Raimondo Zacosta (Spagna, ... – Roma, 28 febbraio 1467) è stato Gran Maestro dell'Ordine di Malta dal 1461 fino alla sua morte.

## Biografia
Spagnolo di nascita ed originario della Catalogna, Pietro Raimondo Zacosta entrò nell'Ordine degli Ospitalieri ancora giovane.
Eletto gran maestro nel 1461, egli si procurò come primo atto di fondare la langue di Castiglia e Portogallo, la quale costituì di fatto l'VIII sezione amministrativa nella quale venivano suddivise abitualmente le reclute provenienti dall'Europa che andavano a fondare la componente delle truppe dell'Ordine Ospitaliero. Durante il suo periodo di regno l'Impero Ottomano tentò di trattare con i cavalieri per il possesso dell'isola di Rodi ma il suo rifiuto comportò l'inizio della guerra che sfocerà con l'assedio alla città sotto il suo successore.
Egli dovette anche fronteggiare alcune accuse di avarizia mossegli da alcuni cavalieri scontenti del suo operato e come tale dovette recarsi a Roma per risponderne al pontefice, causa da cui uscì brillantemente. Pietro Raimono Zacosta morì il 28 febbraio 1467 a Roma e venne sepolto nella Basilica di San Pietro davanti alla cappella di San Gregorio Papa. Nel 1956 i suoi resti sono stati traslati nella Chiesa dell'Ordine di Santa Maria in Aventino a Roma, insieme alla sua lastra tombale che lo ritrae con la barba fluente e le mani giunte sull'elsa della spada.